# 조시 프리스
조시 프리스(Josh Freese, 1972년 12월 25일 - )은 미국의 드러머이다.